# De zaak 40/61
De zaak 40/61  is een weekbladreportage die Harry Mulisch in 1961 maakte voor Elseviers Weekblad. 40/61 Is het nummer van de zaak tegen Adolf Eichmann op de rol van de arrondissementsrechtbank te Jeruzalem. 
Het boek is verdeeld in 14 hoofdstukken, die chronologisch lopen van 26 maart 1961 tot 30 september 1961. Talrijke tekstpassages zijn in het Duits, omdat in die taal de nazisymboliek nu eenmaal het origineelst wordt getroffen. Naast het bijwonen van het proces, reist de auteur vol bewondering en fascinatie binnen de grenzen van de staat Israël van 1961. Overal proeft hij de sfeer van de Bijbelse plaatsen met hun zegeningen en hun vervloekingen. Aan het eind van het boek gaat hij naar het kantoor van Adolf Eichmann te Berlijn. Warschau wordt bezocht om de unieke historische wederopbouw te bewonderen na de bijna totale vernietiging in de Tweede Wereldoorlog. Hier vochten als eerste de Joden zich dood in 1943 en later in 1944 de Polen. De reis en daarmee het boek eindigt in Auschwitz, waar de nazi's het gifgas Zyklon-B gebruikten als massavernietigingswapen.

## Samenvatting
De auteur begint zijn eerste hoofdstuk met beroemde historische processen tegen  Socrates,  Jezus, Jeanne d'Arc en Lodewijk XVI. Het bijzondere van het proces tegen Eichmann is dat deze man bij voorbaat op geen enkele sympathie mocht rekenen. 
Zijn advocaat Servatius probeert tevergeefs te bewijzen dat zijn cliënt verantwoordelijk was zonder schuld te hebben. Maar Mulisch voert meteen een joodse jongen op die wegens diefstal van perziken persoonlijk door Eichmann in Boedapest werd doodgeslagen. Maar wat is 1 jongen tegenover 6 miljoen doden? 
Eichmann werkte bij de Gestapoafdeling IV B 4 (Jodenaangelegenheden) als Obersturmbannführer. Hij was secretaris van  de beruchte Wannseeconferentie. Daar werd op 20 januari 1942 besloten op mondeling bevel van Adolf Hitler via Hermann Göring door conferentievoorzitter Heydrich dat de Europese joden moesten worden uitgeroeid.
Openbaar aanklager Gideon Hausner probeerde te bewijzen dat Eichmann als enige de schuld was van de zes miljoen doden. Harry Mulisch verwerpt gedurende het proces dit beeld. Tussen de bevelen van Hogepriester Hitler, de gelovige Göring en de daadwerkelijke uitvoerders in de concentratiekampen, zat Adolf Eichmann. Hij was secretaris van de Wannseeconferentie en regelde het transport van de Joden. Hij gehoorzaamde want hij had zijn 'Eed' van trouw gezworen en daarom was elk 'Bevel' een geldig 'Bevel'. Maar zijn handen hebben slechts 1 joodse jongen gedood. Een plichtsgetrouwe ambtenaar die verantwoordelijk was voor het transport van 5 miljoen van de 6 miljoen omgekomen Joden. Hem alle schuld toerekenen ontlast te veel Duitsers. Hij was slechts een onmisbare schakel.